# Agaricus xanthodermus
Agaricus xanthodermus, vulgarmente conhecido como Agárico-amarelado é um cogumelo do género Agaricus que exibe uma forte coloração amarela na sua base quando é cortado. É venenoso quando ingerido por maior parte das pessoas, causando desregulações a nível gastrointestinal, mas é comido por outros sem qualquer efeito nefasto. 

## Taxonomia
O cogumelo agárico-amarelado foi oficialmente descrito pela primeira vez em 1876, e a palavra xanthodermus deriva da palavra grega cujo significado é "pele-amarelada". A forma A. xanthoderma também é muitas vezes usada na comunidade científica para se referir a este cogumelo, e na verdade é essa a palavra mais correta em termos linguistas. 

## Morfologia
O píleo tem geralmente entre 6 a 10 cm de diâmetro, embora haja exemplares que atingem os 15 cm. Embora quando jovens possam apresentar (raramente) uma forma quadrada, é inicialmente convexo e vai-se achatando com a idade. É esbranquiçado por fora e pode ter vários tons de castanho por dentro. É seco e suave mas pode-se tornar escamoso com a idade. As lamelas vão progredindo do cor-de-rosa até ao castanho. Microscopicamente, podemos referir o facto de existirem na lamela grande grupos de cistídios.
A principal característica própria dos A.xanthodermus é uma cor amarela intensa que surge imediatamente quando se corta a base do caule, que depois desvanece para tons de castanho.  Muitas outras espécies de Agaricus, como  A. augustus, A. arvensis e A. silvicola, espécies comestíveis, também emitem uma cor amarelada quando são cortados, mas a reacção é muito menos intensa. 
O agárico-amarelado tem um cheiro característico bastante desagradável, e é mais forte na base do caule. Na cozinha o cheiro é torna-se tão notável que chega a dissuadir as pessoas de comê-lo.

## Distribuição geográfica e Habitat
Este cogumelo é muito comum e amplamente distribuída na América do Norte , Europa , Ásia Ocidental, incluindo leste da Anatólia e Irão, Norte de África,  e sul de África .  Foi introduzido na Austrália . Podemos encontrá-los em bosques, jardins e sebes no Outono. É uma espécie saprotrófica.  